# Squaliolus laticaudus
Squaliolus laticaudus е вид хрущялна риба от семейство Dalatiidae.

## Разпространение
Видът е разпространен в Аржентина, Бермудски острови, Бразилия, Португалия (Азорски острови и Мадейра), Провинции в КНР, САЩ, Сомалия, Суринам, Тайван, Филипини, Франция и Япония.